# IDクライム
IDクライム（アイデンティティクライム、原題: Identity）は、2009年製作のイギリスの犯罪ドラマ。クリエーターはエド・ウィットモア。
イギリスの本放送は7月5日からITV1で行われた。
日本ではAXNで2010年4月28日から6月2日まで放送された。

## キャスト
- キーリー・ホーズ：マーサ・ローソン
- アイダン・ギレン：ジョン・ブルーム
- ホリー・エアード：テッサ・ステイン
- ショーン・パークス：アンソニー・ウェアリング
- エリス・ガベル：ホセ・ロドリゲス

## エピソードリスト
1. 見えない敵 Second Life
2. ゆがんだ愛情 Chelsea Girl
3. 消えぬ汚名 Pariah
4. 償いの方法 Reparation
5. 偽りの果てに Somewhere They Can't Find Me
6. 暴かれた真実 Tomorrow